# Lucius Marcius
Lucius Marcius war wahrscheinlich ein antiker römischer Toreut (Metallbearbeiter), der während der römischen Kaiserzeit (3. Jahrhundert) tätig war.
Lucius Marcius ist heute nur noch aufgrund eines Signatur auf einer Silberkasserolle bekannt. Diese wurde im südfranzösischen Leyris gefunden. Sie gehört seit 1947 zur Sammlung des Metropolitan Museum of Art. Die geprägte Inschrift lautet schlicht lateinisch L. MARCIUS. Da ein weiterer Zusatz wie etwa f(ecit), hat gemacht, fehlt, kann es sich hier um eine Hersteller- oder auch eine Händlermarke handeln. Möglich, aber in der Form eher unwahrscheinlich, wäre auch eine Besitzerangabe.

## Einzelbelege
1. ↑  Inventarnummer 47.100.29

| Personendaten    | Personendaten                      |
| ---------------- | ---------------------------------- |
| NAME             | Marcius, Lucius                    |
| ALTERNATIVNAMEN  | Marcius, L.                        |
| KURZBESCHREIBUNG | antiker römischer Toreut           |
| GEBURTSDATUM     | 1. Jahrhundert oder 2. Jahrhundert |
| STERBEDATUM      | 2. Jahrhundert oder 3. Jahrhundert |